# Белогорци (община Пале)
Белогорци (на сръбски: Бјелогорци) е село в Република Сръбска (Босна и Херцеговина), част от община Пале. Населението на селото през 1991 година е 167 души, предимно етнически сърби.

## Население
- 1961 – 383 жители
- 1971 – 276 жители
- 1981 – 205 жители
- 1991 – 167 жители

|  | Тази страница частично или изцяло представлява превод на страницата „Бјелогорци (Пале)“ в Уикипедия на сръбски. Оригиналният текст, както и този превод, са защитени от Лиценза „Криейтив Комънс – Признание – Споделяне на споделеното“, а за съдържание, създадено преди юни 2009 година – от Лиценза за свободна документация на ГНУ. Прегледайте историята на редакциите на оригиналната страница, както и на преводната страница, за да видите списъка на съавторите. ВАЖНО: Този шаблон се отнася единствено до авторските права върху съдържанието на статията. Добавянето му не отменя изискването да се посочват конкретни източници на твърденията, които да бъдат благонадеждни. |